# Jean-Lambert Tallien
Jean-Lambert Tallien (1767 – 1820) fue un político francés durante la Revolución Francesa.

## Vida

### Empleado y periodista
Nació en París. Su padre era el mayordomo del Marqués de Bercy. Este, apreciando sus dotes, le dio una educación y un puesto como empleado de un abogado. Con el fin de apoyar lo máximo posible la Revolución, dejó su empleo para entrar en una imprenta, y cerca de 1791 era el supervisor del departamento de imprenta del Condado de Provenza.
A través de este trabajo, concibió la idea de elaborar un periódico, y tras el arresto del Rey Luis XVI en Varennes, en junio de 1791, publicó pancartas en las murallas de París dos veces a la semana, bajo el título "Ami des Citoyens, journal fraternel".
Los gastos de su periódico fueron pagados por el Club Jacobino, y le dieron a conocer a los líderes revolucionarios. Se fue haciendo más presente en política tras organizar, junto a Jean-Marie Collot d'Herbois, la gran Fiesta de la Libertad el 15 de abril de 1792, en honor de los soldados jubilados del Chateau-Vieux.

### La Comuna
El 8 de julio de 1792 fue orador en una delegación de la sección de Place Royale, que demandaba de la Asamblea Legislativa la instauración del Alcalde, Jérôme Pétion de Villeneuve, y del Procureur, Louis Pierre Manuel.
Tallien fue uno de los líderes más activos en la toma del Palacio de las Tullerías el 10 de agosto. Ese día fue designado secretario de la Comuna de París. Participó directamente en las masacres de septiembre de 1792, lo que con la ayuda de Georges Danton, le haría miembro de la Convención Nacional. Anunció las masacres de septiembre en términos de disculpa y elogios, y envió la famosa circular del 3 de septiembre a las provincias francesas, recomendándoles que actuaran de manera similar.

### La Convención y diversas misiones
Posteriormente ocupó su asiento en La Montaña (nombre que designaba a ciertos asientos de la Asamblea) y ejerció como uno de los Jacobinos más vigorosos, particularmente en la defensa de Jean Paul Marat, el 26 de febrero de 1793. Votó a favor de la pena capital para el Rey Luis XVI, y fue elegido miembro del Comité de Seguridad General el 21 de junio de 1793.
El 23 de septiembre de 1793 fue enviado junto a Claude-Alexandre Ysabeau en misión a Burdeos. Este fue el mes de el Terror, y Tallien fue uno de los enviados más notorios en establecerlo en las provincias. Apenas tenía 24 años, adquirió notoriedad por su administración de justicia en Burdeos, a través de su afinidad a "alimentar la santa guillotina".
Sin embargo, después de los primeros días de su misión en Burdeos, Tallien empezó a despegarse de sus sangrientas tendencias. La causa pudiera ser su amorío con Teresa Cabarrús, la sensacional hija del banquero Francisco Cabarrús. Al poco de comenzar su relación, declinó notablemente el número de ejecuciones en Burdeos. Teresa efectuaba una influencia moderadora, y gracias a las vidas que salvó recibió el nombre de Notre-Dame de Thermidor (Nuestra Señora de Termidor).
Robespierre notó el cambio en el comportamiento y lo llamó de vuelta a París. Posteriormente, Tallien fue elegido Presidente de la Convención el 24 de marzo de 1795.

### Thermidor
Robespierre, para llevar a cabo sus ideas, acusó a alguno de sus compañeros, y Tallien fue uno de ellos. Después de que este volviera a París, Teresa Cabarrús fue detenida y condenada a muerte. El 26 de Julio, ella le envió a Tallien una carta con una daga y una nota en la que le acusaba de cobardía por no liberarla. Este movimiento de Teresa fue acertado: Robespierre y sus compañeros fueron guillotinados y Tallien, como líder Termidoriano, fue elegido para el Comité de Seguridad Pública.
Se casaron el 26 de diciembre de 1794. La notoriedad de Teresa en la vida pública de París acabó por cimentar la transición de Tallien de ser el temido legislador del Terror de Burdeos a ser el reformado legislador del Terror de la reacción Termidoreana.
Su influencia política y relevancia se mantuvieron hasta julio de 1795, en que una división de émigrés (emigrados) con la ayuda de los británicos pretendieron invadir Francia. Se consideró a Tallien responsable de su ejecución y perdió gran parte de sus apoyos.

### Consejo de los 500 y campaña de Egipto
Tras el inicio del Directorio, la importancia política de Tallien acabó, aunque tenía un asiento en el Consejo de los Quinientos. Teresa Cabarrús también le rechazó, e inició su relación con el rico banquero Gabriel-Julien Ouvrard.
Participó en la expedición militar a Egipto de Napoleón en junio de 1798. El general Jacques François Menou le envió de vuelta a Francia, pero durante la travesía fue capturado por los británicos, que le enviaron a Londres, donde tuvo una buena acogida e incluso fue recibido por Charles James Fox.

### Últimos años
Volvió a Francia en 1802 y se divorció de Teresa. Estuvo algún tiempo sin empleo, y a través de la influencia de Joseph Fouché y Charles Maurice de Talleryrand obtuvo un consulado en Alicante, puesto en el que estuvo hasta que perdió la visión de un ojo por la fiebre amarilla.
De vuelta a París, tras la Restauración de los borbones en 1815 no fue exiliado como otros regicidas. En sus últimos años ya no tenía ningún soporte financiero y los pasó en la pobreza. Tuvo que vender sus libros para poder comprar pan. Irónicamente, tuvo que aceptar una pensión de Luis XVIII para no morir de hambre. Murió de lepra el 16 de noviembre de 1820.

## Trabajos
- Discours sur les causes qui ont produit la Révolution française (Paris, 1791, 8 vols.)
- Mémoire sur l'administration de l'Égypte a l'arrivée des Français

- Datos: Q464513
- Multimedia: Jean-Lambert Tallien / Q464513